# Syndesmos Filathlōn Katerinīs Pierikos
Il Syndesmos Filathlōn Katerinīs Pierikos (in greco: Σύνδεσμος Φιλάθλων Κατερίνης Πιερικός), noto come Pierikos, è una società calcistica greca di Katerini. Milita nella Gamma Ethniki, la terza serie del campionato greco di calcio.
È stato fondato nel 1961.

## Storia
La squadra è stata fondata l'11 aprile 1961 a seguito della fusione tra le due principali società di Katerini, il Megas Alexandros Katerini e l'Olympos Katerini. Il Megas Alexandros aveva giocato in Alpha Ethniki nell'edizione inaugurale, ma chiuse al 15º posto e retrocesse in seconda divisione. Né il Megas Alexandros né l'Olympos ottennero la promozione per la stagione successiva della massima serie. L'obiettivo della fusione era quello di creare un'unica squadra che potesse rappresentare la città di Katerini nella massima serie greca, così nacque il Pierikos.

## Rosa delle stagioni precedenti
- 2012-2013

## Palmarès

### Competizioni nazionali
- Beta Ethniki: 2

1961-1962, 1974-1975
- Gamma Ethniki: 3

1979-1980 (gruppo 3), 2006-2007 (gruppo 2), 2019-2020 (gruppo 3)
- Delta Ethniki: 2

2002-2003 (gruppo 4), 2004-2005 (gruppo 3)

### Altri piazzamenti
- Coppa di Grecia:

Finalista: 1962-1963
Semifinalista: 1963-1964, 1973-1974
- Beta Ethniki:

Secondo posto: 1983-1984
Terzo posto: 1990-1991
- Gamma Ethniki:

Secondo posto: 1997-1998 (gruppo 2)
- Delta Ethniki:

Terzo posto: 2003-2004 (gruppo 3)